# NGC 1760
NGC 1760 是位於剑鱼座的一個發射星雲。該星雲位於大麦哲伦星系,位于NGC 1761西南。有9-10颗恒星與它有關。NGC 1743於1826年由蘇格蘭的詹姆士·敦洛普發現。